# 拳銃野郎
『拳銃野郎』（けんじゅうやろう）は、1965年2月13日に日活で製作された、井田探監督、高橋英樹主演のコメディ要素を含んだアクション映画。若手やくざから一目置かれた殺し屋キラージョーが刑務所から出所し、親爺という名の男とその娘を探し、悪を成敗する姿を描いた作品。

## キャスト
- 高橋英樹 : キラー・ジョー
- 伊藤雄之助 : 親爺
- 名古屋章 : 洋次
- 十朱幸代 : 可奈子
- 吉田毅 	少年
- 伊藤るり子 	少女
- 浜村純 : 花村源吉
- 高品格 : 大熊
- 弘松三郎 	菊
- 河野弘 	若松
- 玉村駿太郎 	原島
- 藤村有弘 	洋装店の主人 (特別出演)
- 野呂圭介 : 若者
- 武田賢一 	若者
- 沢美鶴 	若者
- 倉田栄三 	若者
- 田畑善彦 	子分
- 大庭喜儀 	子分
- 由利徹 : 管理人 (特別出演)
- 井田武 	銀行係員
- 秋山耕志 	受付の男
- 衣笠真寿男 	ホテルのボーイ
- 佐山俊二 : マッサージ師 (特別出演)
- 市川好郎 	川瀬
- 荒井岩衛 	男
- 立川博 : 男
- 郷えい治 : 司会者
- 伊豆見雄 	幹事
- 加原武門 	興業者
- 二木草之助
- 井東柳晴
- 大泉滉 : 取調官 (特別出演)
- 相原巨典 	サラリーマン
- 雪丘恵介 : 刑事
- 桂小金治 : 中年の男 (特別出演)
- アントニオ古賀 : 歌手
- 滝沢修 : 北村松五郎

## スタッフ
- 監督 : 井田探
- 脚本 : 斎藤耕一、中野顕彰
- 企画 : 水の江滝子
- 撮影 : 萩原泉
- 音楽 : 山本丈晴
- 編集 : 井上親弥
- 主題歌 : アントニオ古賀 「キラージョーの歌」

## 併映作品
- 『投げたダイスが明日を呼ぶ』 : 牛原陽一監督作品